# Епископ горњокарловачки Петар
Петар Петровић (Сремски Карловци, око 1740 — Темишвар, 23. децембар 1800) био је српски православни епископ у 18. веку
Прво је постао епископ горњокарловачки од 1774. до 1783. године, потом епископ арадски од 1784. до 1786. године и најзад епископ темишварски од 1786. до 1800. године. По Саши Јашину: Епископ Петар племенити Петровић је био један од најобразованијих и најслободоумнијих Срба интелектуалаца свога времена.

## Претходна служба
Петар Петровић је рођен око 1740. године у Сремским Карловцима. Његова породица је уведена у ред мађарског племства 1796. године. Био је питомац српског митрополита Ненадовића, који му је омогућио образовање у Европи, вероватно на универзитету у Халеу. Рано је ступио у црквену службу и рукоположен је за ђакона 14. јануара 1755. године од стране митрополита Павла Ненадовића. Монашки постриг је примио 14. маја исте године у манастиру Раковцу. Архиђакон је постао 1757. године, а 1759. године је рукоположен за јеромонаха и произведен за протосинђела. Митрополит Јован Ђорђевић га је 23. јуна 1774. године произвео у раковачког архимандрита.

## Епископ горњокарловачки
У то време, након бројних заплета, горњокарловачки епископ Јосиф Стојановић коначно је 30. јуна 1774. године одлучио да поднесе оставку. На његовом место изабран је Петар Петровић, који је хиротонисан 1. новембра 1774. године у Сремским Карловцима. Устоличен је наредне 1775. године у Плашком. Чим је преузео управу приступио је сређвању прилика у епархији. За време његове управе држава је прописала такозвани нови Регуламент (1777) након којег је уследила и Деклараторија из 1779. године, која је додатно ограничила црквену самоуправу. Услед нових заплета, донета је 1783. године одлука да епископ Петар буде премештен у Арадску епархију, што је учињено против његове воље.

## Епископ арадски
Након преласка у Арадску епархију почетком 1784. године, епископ Петар се суочио са новом средином и новим изазовима. Знатну већину православних у његовој епархији чинили су Румуни, који су у северним областима око Великог Варадина били изложени снажним притисцима у циљу преверавања. Епископ Петар је тим поводом предузео низ мера ради одбране православља на кришанском и бихарском подручју. Међутим, није дуго остао у Араду и већ након две године премештен је у суседну Темишварску епархију.

## Епископ темишварски
За епископа темишварског свечано је устоличен 11. новембра 1786. године. Након смрти карловачког митрополита Мојсија Путника (1790) постављен је и за администратора Карловачке митрополије. Ову дужност је вршио до избора новог митрополита Стефана Стратимировића, који је обављен 21. новембра исте године, управо у Темишвару, током заседања чувеног Темишварског сабора, којем је Петар Петровић био домаћин. Наредне 1791. године поверена му је дужност референта за српска питања при новоустановљеној Илирској дворској канцеларији. Када је 22. јуна 1792. године ова канцеларија укинута, премјештен је на истоветни положај при Угарској дворској канцеларији. За то време, у Темишварској епархији га је привремено замењивао бездински архимандрит Максим Секулић. Владика Петровић је 1800. године успео да отвори Богословски течај. Током последњих година живота, епископ Петар је знатну пажњу поклањао просветним питањима. Важио је за умереног присталицу просветитељских идеја и француских културних струјања. Био је познат и по томе што је у владичанском двору у Темишвару прикупио велику личну библиотеку, која је бројала скоро хиљаду књига.
Умро је 23. децембра 1800. године у Темишвару. Сахрањен је у крипти темишварске Саборне цркве.